# Batu Mundom
Batu Mundom is een bestuurslaag in het regentschap Mandailing Natal van de provincie Noord-Sumatra, Indonesië. Batu Mundom telt 1221 inwoners (volkstelling 2010).